# Kanton Mignon-et-Boutonne
 Mignon-et-Boutonne  is een kanton van het Franse departement Deux-Sèvres. Het kanton maakt deel uit van het arrondissement Niort.
Het kanton Mignon-et-Boutonne werd  gevormd ingevolge het decreet van 18 februari 2014 met uitwerking op 22 maart 2015 met gemeenten uit de kantons Brioux-sur-Boutonne (19), Beauvoir-sur-Niort (8) en Mauzé-sur-le-Mignon, met Mauzé-sur-le-Mignon als hoofdplaats

## Gemeenten
Het kanton omvatte 35 gemeenten bij zijn oprichting.

Op 1 januari 2018 werden de gemeenten Belleville,  Boisserolles, Prissé-la-Charrière en Saint-Étienne-la-Cigogne samengevoegd tot de fusiegemeente (commune nouvelle) Plaine-d'Argenson.

Op 1 januari 2018 werden de gemeenten Priaires, Thorigny-sur-le-Mignon en Usseau samengevoegd tot de fusiegemeente (commune nouvelle) Val-du-Mignon.
Sindsdien omvat het kanton volgende gemeenten:
- Asnières-en-Poitou
- Beauvoir-sur-Niort
- Belleville
- Boisserolles
- Le Bourdet
- Brieuil-sur-Chizé
- Brioux-sur-Boutonne
- Chérigné
- Chizé
- Ensigné
- Les Fosses
- La Foye-Monjault
- Juillé
- Luché-sur-Brioux
- Lusseray
- Marigny
- Mauzé-sur-le-Mignon
- Paizay-le-Chapt
- Périgné
- Priaires
- Prin-Deyrançon
- Prissé-la-Charrière
- La Rochénard
- Saint-Étienne-la-Cigogne
- Saint-Georges-de-Rex
- Saint-Hilaire-la-Palud
- Secondigné-sur-Belle
- Séligné
- Thorigny-sur-le-Mignon
- Usseau
- Vernoux-sur-Boutonne
- Le Vert
- Villefollet
- Villiers-en-Bois
- Villiers-sur-Chizé